# Samarian Spinel
Der Samarian Spinell ist Teil der Iranischen Kronjuwelen und ist der weltweit größte Schmuckstein seiner Art aus Spinell.
Der Schmuckstein wiegt 100 g und hat 500 Karat. Der Stein wurde gemeinsam mit einem kleineren Spinell (270 Karat; 54 g) von dem persischen Eroberer Nadir Schah im 18. Jahrhundert während einer Plünderung in Indien geraubt. Auf dem kleineren Spinell befindet sich eine 350 Jahre alte Inscriptur, die auf den ehemaligen Eigentümer Jahangir, einem mogulischen Herrscher in Indien, hinweist.